# Resolution 2642 des UN-Sicherheitsrates
Die Resolution 2642 des UN-Sicherheitsrates der Vereinten Nationen wurde am 12. Juli 2022 angenommen. Sie ermöglichte es UN-Organisationen, weiterhin grenzüberschreitende Hilfeleistungen von der Türkei in den Nordwesten Syriens zu koordinieren und zu liefern, ohne dass die syrische Regierung ihre Zustimmung gab. Der Sicherheitsrat verlängerte zudem die Lieferung humanitärer Hilfe nach Syrien.
Zwölf Mitglieder des Rates stimmten dafür, während Frankreich, Vereinigtes Königreich und Vereinigte Staaten sich der Stimme enthielten.
| Dafür | Dagegen | Enthaltung                                           |
| --- | ------- | ---------------------------------------------------- |
| Albanien Brasilien Volksrepublik China Gabun Ghana Indien Irland Kenia Mexiko Norwegen Russland Vereinigte Arabische Emirate |         | Frankreich Vereinigtes Königreich Vereinigte Staaten |

## Inhalt
Die Resolution enthielt unter anderem Beschlüsse zur
- vollständigen und sofortigen Umsetzung aller Bestimmungen aller relevanten Resolutionen des Sicherheitsrates,
- Verlängerung von Beschlüssen der Resolution 2165 (2014) des Sicherheitsrates um einen Zeitraum von sechs Monaten, nur für den Grenzübergang bei Bab al-Hawa,
  - weiteren Verlängerung um weitere sechs Monate nach einer gesonderten Resolution zur Bestätigung dieser Verlängerung,
- Aufforderung an alle Mitgliedstaaten zu praktischen Schritten zugunsten der dringenden Bedürfnisse des syrischen Volkes wegen der Covid-Pandemie,
- Aufruf zur Intensivierung der humanitären Aktivitäten in Syrien.